# Willy Borsus
Willy Borsus (Pessoux, 4 aprile 1962) è un politico belga, membro del Movimento Riformatore (MR). È stato sindaco di Somme-Leuze dal 1994 al 2014.
Già ministro federale delle classi medie, delle piccole e medie imprese, dei lavoratori indipendenti, dell'agricoltura e dell'integrazione sociale nel Governo Michel I dal 2014 al 2017, si dimette dal governo federale per diventare ministro presidente della Vallonia entrando in carica il 28 luglio 2017 e rimanendo tale fino al 13 settembre 2019. Con la nomina del nuovo governo vallone e di Elio Di Rupo a ministro presidente della Vallonia nel 2019 diventa suo viceministro presidente.

## Biografia

### Origini e formazione
Willy Borsus è figlio di un contadino. Ha conseguito la laurea a breve termine in giurisprudenza (IESN a Namur) e ha completato la formazione in diritto sociale europeo. Divenne quindi assistente parlamentare di Charles Cornet d'Elzius (PRL, ora MR).

## Attività politica
Inizialmente, Borsus ha fatto il suo ingresso nella politica attiva a livello locale. Nel 1988 è stato eletto consigliere comunale di Somme-Leuze, prima di ottenere finalmente la carica di sindaco nel 1994. Nello stesso anno fu anche eletto nel consiglio provinciale di Namur.
Nel 2001, Willy Borsus ha ottenuto un lavoro come consulente nel gabinetto del ministro vallone per la pianificazione regionale Michel Foret (MR), ma mette fine a questa attività tre anni più tardi, quando è eletto al Parlamento vallone nel 2004. Lì ha assunto nel 2009 la carica di presidente del gruppo dell'opposizione MR. All'interno della MR Borsus apparteneva al "Gruppo Rinascimento", che ha chiesto le dimissioni dell'allora Vice Primo Ministro, Ministro delle Finanze e presidente del MR Didier Reynders dopo le elezioni federali in cui il MR ha dovuto subire pesanti perdite. Da allora è stato Vice Presidente del MR.

### Ministro federale e Ministro presidente della Vallonia

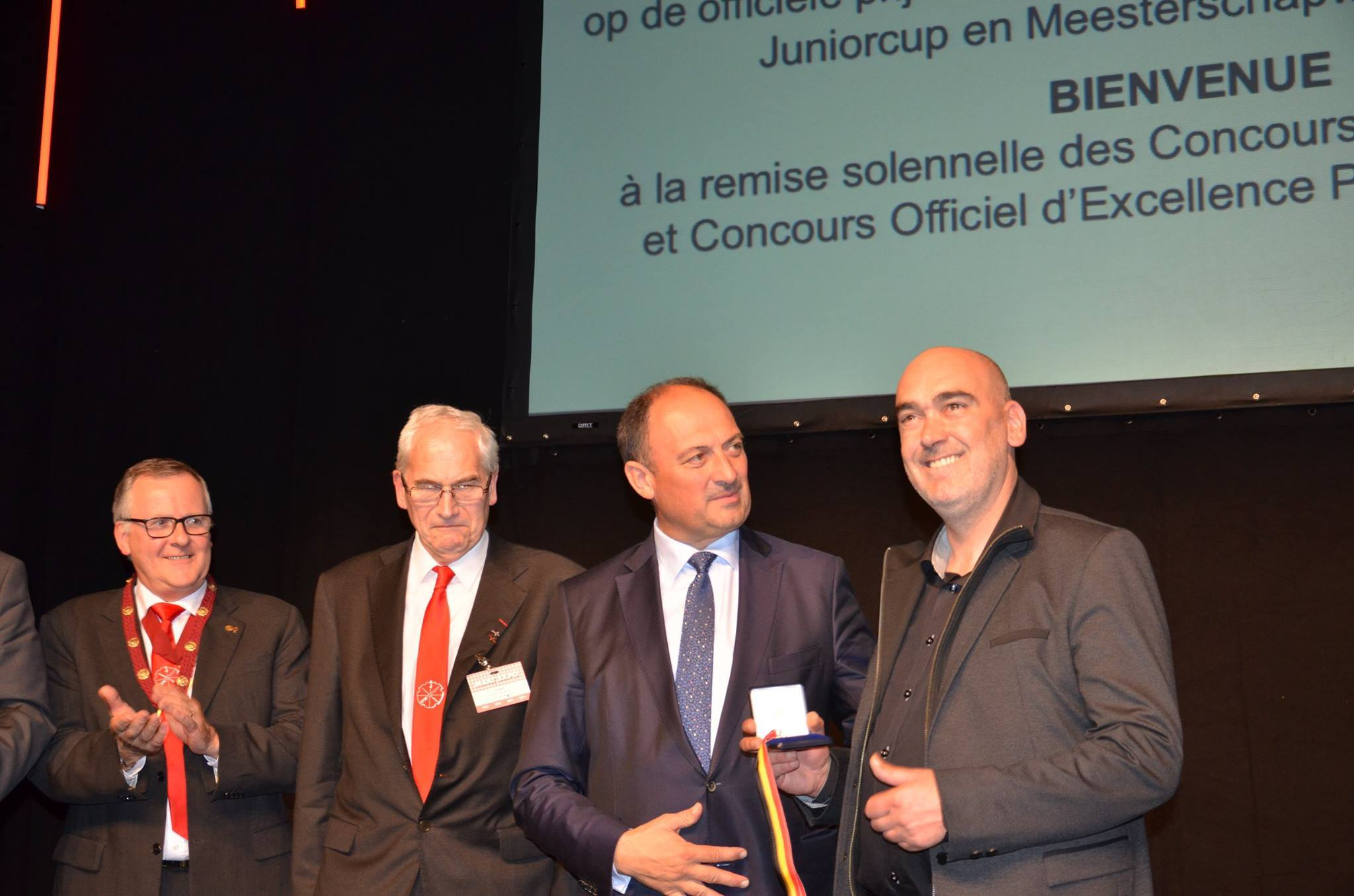
Willy Borsus alla cerimonia di premiazione per il miglior macellaio in Belgio 2015-2017

Quando, dopo le elezioni federali del 25 maggio 2014, il MR è stato l'unico partito di lingua francese del governo del primo ministro Charles Michel (MR), Willy Borsus in questo governo ha assunto la carica di Ministro delle classi medie, delle piccole e medie imprese, dei lavoratori indipendenti, dell'agricoltura e dell'integrazione sociale. Allo stesso tempo ha consegnato tutti i suoi mandati locali.
Nel mese di giugno 2017, il cdH si ritirò dalla coalizione di governo PS cdH del ministro presidente Paul Magnette (PS) a livello regionale in Vallonia, presentando poi un voto di sfiducia costruttiva per formare un nuovo governo MR-cdH ("Blu Arancione"). In questo nuovo governo, Willy Borsus diventa infine Ministro presidente della Vallonia il 28 luglio 2017. Ha lasciato il suo ufficio ministeriale nel governo federale a Denis Ducarme (MR).